# Carl Krauser
Carl Isaac Krauser (* 13. Mai 1981 in New York City, New York) ist ein ehemaliger US-amerikanischer Basketballspieler, der von den Amerikanischen Jungferninseln abstammt und für dieses Außengebiet der Vereinigten Staaten als Nationalspieler in internationalen Spielen antrat. Nach dem Studium im US-amerikanischen „Mutterland“ wurde Krauser 2006 Profi zunächst in der deutschen Basketball-Bundesliga bei den EWE Baskets Oldenburg. Später gewann Krauser 2009 mit CSU Asesoft das Double in Rumänien und spielte auch in Venezuela, Neuseeland und Kanada. Zuletzt war er 2012 professionell aktiv, bevor er im Mai 2012 wegen verschiedener Vergehen unter Anklage gestellt wurde.

## Karriere
Aufgewachsen in der Bronx galt Krauser wegen seiner trickreichen Ballfertigkeiten zu den bekannteren Spielern in der Rucker-Park-Summer League im Streetball. Zudem versuchte sich Krauser auch als Boxer in zwei offiziellen Amateurkämpfen. Nachdem er schließlich an einer „Prep School“ erfolgreich seinen High-School-Abschluss erreicht hatte, bekam er 2001 ein Basketballstipendium an der University of Pittsburgh. Sein Trainer zog es jedoch vor, ihn erst mit der Saison 2002/03 für Meisterschaftsspiele der Hochschulmannschaft Panthers in der damaligen Big East Conference der NCAA Division I zu melden. Nach seiner Freshman-Saison als Einwechselspieler mit knapp 20 Minuten Einsatzzeit gehörte Krauser mit über 30 Minuten Einsatzzeit pro Spiel zu den bestimmenden Spielern in der Starting Five der Panthers in den folgenden drei Jahren und zählt Stand 2014 zu den „All-Time-Top12“ der Panthers bei erzielten Punkten (1.642) und erfolgreichen Korbvorlagen (568). Gleich in Krausers erstem Spieljahr konnten sich die Panthers um Senior Brandin Knight für die Finalniederlage beim Big East-Meisterschaftsturnier gegen die Huskies der University of Connecticut aus dem Vorjahr revanchieren und den Titelverteidiger im Big East-Finalspiel 2003 entthronen. Unter dem neuen Trainer Jamie Dixon war Krauser Nachfolger auf der Spielposition von Knight, der sein Studium beendete, und die Panthers, bei denen bis 2005 auch der spätere Bundesliga-Profi Chevon Troutman zu Krausers Mannschaftskameraden zählte, erreichten 2004 zum vierten Mal in Folge das Finalspiel der Big East, das bei der dritten Auflage gegen die Huskies in Folge wieder an die Mannschaft aus Connecticut ging. In der folgenden landesweiten NCAA-Endrunde erreichte man wie im Vorjahr das Achtelfinale Sweet Sixteen, in dem man den Cowboys der Oklahoma State University unterlegen war. Nachdem es 2005 nur zu einer Erstrundenniederlage in der NCAA-Endrunde gereicht hatte, verlor man als Big East-Finalist in Krausers letztem Collegejahr 2006 in der zweiten Runde überraschend gegen die Überraschungsmannschaft Braves der Bradley University. Nachdem er als Sophomore zum „Most Improved Player“ der Big East ernannt wurde und eine „Honorable Mention“ bei der Wahl der All-American-Basketballspieler 2004 erhalten hatte, wurden seine Leistungen in den folgenden beiden Spielzeiten nicht mehr so hoch bewertet, so dass er nach Studienende in der NBA-Draft 2006 von Vereinen der am höchsten dotierten Profiliga NBA nicht berücksichtigt wurde.
Seinen ersten Profivertrag unterschrieb Krauser daher 2006 beim deutschen Erstligisten EWE Baskets aus Oldenburg. In der Basketball-Bundesliga 2006/07 kam Krauser als Profi-Neuling mit der Umstellung auf den europäischen, professionellen Basketball nicht zurecht, was sich auch seinen für einen Profi dürftigen Wurfquoten und einer für einen Point Guard bescheidenen „Assist-Turnover-Ratio“ widerspiegelte. Die Mannschaft verpasste auf dem neunten Platz der Abschlusstabelle den erneuten Einzug in die Play-offs um die Meisterschaft. Trotzdem war Krauser bei der anschließenden Amerikameisterschaft 2007 erstmals in einem Endrundenkader der Basketballnationalmannschaft der Amerikanischen Jungferninseln vertreten. Beim Turnier in Las Vegas kassierte man zum Auftakt eine desaströse 59:123-Niederlage, bei der man das zweite Viertel sogar gewann, gegen das sogenannte „Redeem“-Team (deutsch Wiedergutmachung), wie die Auswahl des Gastgebers und Mutterlandes in Vorbereitung auf die Olympischen Spiele 2008 bezeichnet wurde. Pikanterweise war diese Bezeichnung darauf zurückzuführen, dass die US-amerikanische Auswahl drei Jahre zuvor bei den Olympischen Spielen 2004 mit dem auf den Amerikanischen Jungferninseln geborenen damaligen Mannschaftskapitän Tim Duncan, der nicht mehr in der US-amerikanischen Nationalmannschaft antrat, drei als schmachvoll empfundene Turnierniederlagen erlitten hatte und nur die Bronzemedaille gewonnen hatte. Bei den folgenden Spielen der Amerikameisterschaft 2007 konnte sich die Auswahl der Jungferninseln bei knappen Niederlagen teilweise rehabilitieren, blieb aber ohne Sieg und verpasste auf dem letzten und zehnten Platz eine Qualifikation für die Olympischen Spiele deutlich. Krauser erhielt bei der Niederlage gegen Brasilien nur noch elf Minuten Einsatzzeit und wurde schließlich im letzten Turnierspiel gegen Venezuela gar nicht mehr eingesetzt.
Anschließend kehrte Krauser in die Vereinigten Staaten zurück, wo er für die Xplosion aus seinem Studienort Pittsburgh in der Continental Basketball Association (CBA) spielte. Am Ende der Saison 2007/08 stellten die Xplosion ihren Spielbetrieb in der finanziell selbst angeschlagenen „Minor League“ CBA ein. Nachdem Krauser 2008 in der venezolanischen Liga noch für den Neuling Gigantes aus der Ciudad Guayana aktiv gewesen war, bekam er im Januar 2009 eine erneute Chance in Europa und spielte für den rumänischen Double-Gewinner CSU Asesoft aus Ploiești. Die Mannschaft konnte ihre beiden nationalen Titel 2009 verteidigen. In der Saison 2009/10 war Krauser erneut in Venezuela für die Gaiteros del Zulia aus Maracaibo aktiv. Im Nordhalbkugel-Sommer 2010 war Krauser für fünf Einsätze in NBL Neuseelands für die Waikato Pistons aus Hamilton aktiv, die am Saisonende als Titelverteidiger die Finalserie gegen die Wellington Saints verloren. In der Saison 2010/11 war erneut die LPB Venezuelas Krausers Ziel, wo er für die Panteras aus der Küstenprovinz Miranda auflief. Im Januar 2012 hatte Krauser schließlich einen Vertrag bei den Kebs aus Laval in der  NBL Kanadas. In der Premierensaison der Liga erreichte man die Play-off-Halbfinalserie, die gegen die Halifax Rainmen verloren ging. Zwei Monate später wurde Krauser im Mai 2012 von der Polizei aufgegriffen, als er sich einer Verkehrskontrolle entziehen wollte, und wegen diverser Vergehen unter Anklage gestellt. Anschließend war Krauser als Basketballspieler nicht mehr professionell aktiv. Im September 2012 erklärte sich Krauser bereit, als Ersttäter an einem speziellen zweijährigen Bewährungsprogramm im US-Staat Pennsylvania teilzunehmen.